# Katiu
Katiu vagy Taungataki egy atoll a Dél-Csendes-óceánon. A terület politikailag Francia Polinéziához tartozik. Katiu a Tuamotu-szigetek egyik alcsoportjának, a Raeffsky-szigeteknek a része. A Raeffsky szigetcsoport a Tuamotu szigetcsoport központi részén található. Katiu a Reffsky-szigetek északnyugati részén található, Tahititől 575 km-re keletre. A majdnem négyszögletes alakú atoll hosszúsága 27 km, szélessége 12,5 km, a területe 10 km². 232,5 km²-es lagúnájába az óceánból két tengerszoroson át lehet bejutni, keleten és nyugaton.
A sziget fő települése az északkeleti motun található Hitianau, amelynek lakossága hozzávetőleg 300 fő. A lakosság a turizmus mellett főleg halászatból, gyöngyház tenyésztésből él.

## Története
Katiu atollt a nyugat számára Fabian Gottlieb von Bellingshausen orosz világutazó fedezte fel 1820. július 15-én.
Bellinghausen az atollnak a Saken-sziget nevet adta. 1840. december 20-án szintén a szigeten járt Charles Wilkes amerikai felfedező.
A 19. században Makemo francia gyarmattá vált, amelyen ekkor 50 ember élt (1850 környékén). Két mély tengeri szorosának köszönhetően nagyobb hajókkal is be lehetett jutni a belső lagúnába, ami kedvezett a helyi kopra és gyöngyház kereskedéseknek. Ebben az időszakban Katiu törzsfőnöke egyben Hiti, Dél-Tepoto és Tuanake atollok uralkodója is volt.

## Közigazgatás
Makemo az önkormányzati település központja. Hozzá tartozik Katiu, Raroia, Takume, Taenga, Nihiru atollok és a lakatlan Haraiki, Észak-Marutea, Tuanake, Hiti, Dél-Tepoto atollok. A közigazgatási terület lakossága 1422 fő (2007).

## Gazdaság
A kopra termesztés és a gyöngyház tenyésztés mellett a turizmus ma a leghúzóbb gazdasági ágazat az atollon.
2001-ben adták át Katiu atoll kis repülőterét, amelyen a kifutópálya hossza 1200 méter.